# Електронний посередник
електронний посередник (е-посередник, e-intermediary) - Одна з форм електронного бізнесу, головною метою якої є перепродаж або посередництво, що виконується завдяки електронним засобам. Для потенційного покупця електронний посередник є корисним для допомоги в раціональному виборі з розмаїття продуктів, номенклатури послуг та постачальників ринків, а для продавця – можливість робити маркетинговий аналіз ринку і купівельних потреб.